# Kanton Rosny-sous-Bois
Kanton Rosny-sous-Bois (fr. Canton de Rosny-sous-Bois) je francouzský kanton v departementu Seine-Saint-Denis v regionu Île-de-France. Tvoří ho pouze město Rosny-sous-Bois.